# Národní park Ichkeul
Ichkeul je národní park v Tunisku rozkládající se v pláni Mateur (zhruba 75km severně od hlavního města Tunisu). Zahrnuje především stejnojmenné jezero a mokřady, které každoročně hostí obrovské množství migrujícího ptactva. Rozloha jezera se v průběhu mění. Během zimních měsíců při větších srážkách a přítoku může být jeho rozloha 11 400 ha, zatímco během léta, kdy je méně srážek, plocha vodní hladiny klesne na hodnotu 8 700 ha. Taktéž hloubka vody kolísá v rozmezí 0,9 m až 2,5 m. Na jižním okraji parku se nachází vápencový masiv Jebel Ichkeul dosahující nadmořské výšky 511 metrů.
V roce 1980 byl park zařazen na seznam světového dědictví UNESCO, mezi lety 1996–2006 byl veden i na seznamu světového dědictví v ohrožení vzhledem k problémům se snižujícím se přítokem a zvyšující se salinitou vody.